# Ras Al Khaimah
Ras Al Khaimah (hay Ra'sal-Khaymah hoặc Ras el-Kheima; tiếng Ả Rập: رأس الخيمة Rā's al Ḫaima) là một trong bảy tiểu vương quốc hình thành nên Các Tiểu vương quốc Ả Rập Thống nhất. Tiểu vương quốc nằm ở phía bắc của Liên bang, giáp với vùng tách rời Musandam của Oman ở phía bắc, giáp biên giới quốc tế với tỉnh Al Buraimi của Oman và vịnh Ba Tư. Tiểu vương quốc có diện tích 1.684 km². Kinh đô và nơi sinh sống của hầu hết cư dân trong tiểu vương quốc cũng mang tên Ras Al Khaimah. Tiểu vương quốc có 210.063 cư dân theo điều tra vào năm 2005, trong đó 41,82 phần trăm hay 87.848 có quốc tịch. Tiểu vương có 97.529 cư dân bản địa theo ước tính năm 2010. Tiểu vương quốc có Sân bay quốc tế Ras Al Khaimah. Tiểu vương quốc bao gồm phần phía bắc, là nơi có kinh đô, và phần tách rời ở phía nam, cùng một vài đảo nhỏ trong vịnh Ba Tư.